# Colonia 2 de Agosto
Colonia 2 de Agosto es una localidad de México localizada en el municipio de Tulancingo de Bravo en el estado de Hidalgo.

## Geografía
Se encuentra en la región geográfica del Valle de Tulancingo, le corresponden las coordenadas geográficas 20° 04’ 42.109” de latitud norte y 98° 20’ 0.722” de longitud oeste, con una altitud de 2342 m s. n. m. En cuanto a fisiografía se encuentra en la provincia de la Eje Neovolcánico, dentro de la subprovincia de Lagos y volcanes de Anáhuac; su terreno es de valle. En lo que respecta a la hidrografía se encuentra posicionado en la región del Pánuco, dentro de la cuenca del río Moctezuma, y dentro de las subcuenca del río Metztitlán. Cuenta con un clima semiseco templado.

## Demografía
En 2020 registró una población de 743 personas, lo que corresponde al 0.44 % de la población municipal. De los cuales 371 son hombres y 372 son mujeres.
| Gráfica de evolución demográfica de Colonia 2 de Agosto entre 2010 y 2020                    |
|                                                                                              |
| Población de los censos y conteos del Instituto Nacional de Estadística y Geografía (INEGI). |